# Sudac (šport)
Sudac je osoba koja nadzire pravilno vođenje natjecanja i poštovanje pravila igre u različitim športovima.
U skladu s propisima posebno je odjeven i opremljen. 
Sudac mora biti nepristran, poznavati pravila igre i imati sposobnost za primjenu pravila igre. Drugi važan element za suca u momčadskim športovima kao što su nogomet ili rukomet je fizička pripremljenost. 
Kod ocjenjivanja moraju biti obučeni u skladu s pravilima športa.